# Kayabaşı, Yomra
Kayabaşı là một xã thuộc huyện Yomra, tỉnh Trabzon, Thổ Nhĩ Kỳ. Dân số thời điểm năm 2011 là 503 người.